# HC Château-d’Oex
Der Hockey-Club Château-d’Oex ist ein Eishockey-Verein aus Château-d’Oex in der Schweiz.

## Geschichte
Im Jahre 1917 wurde das erste Mal Eishockey von Engländern in Château-d’Oex gespielt und ein erstes Pokalturnier ausgetragen, dessen Trophäe von den Händlern des Ortes zur Verfügung gestellt wurde. Zwei Jahre später, im Januar 1919, wurde unter der Schirmherrschaft vom Zahnarzt Bruno Leuzinger und der lokalen Handelsgemeinschaft der HC Château-d’Oex gegründet. Schon wenige Tage später nahm der neu gegründete Verein an der Schweizer Meisterschaft teil.
1924 wurde der Club, angeführt vom gebürtigen Engländer Ernest Mottier, Schweizer Meister. Mottier nahm später für die Schweiz an den Olympischen Spielen 1924 in Chamonix-Mont-Blanc teil. 1930 absolvierte der Club ein Freundschaftsspiel gegen die kanadische Eishockeynationalmannschaft auf dem Eis des Grand Hotel, das mit 0:6 verloren ging.
Nach der Reorganisation der Schweizer Meisterschaft und der Gründung der Nationalliga A gehörte der Verein der zweitklassigen Serie A an und gewann 1946 die Meisterschaft dieser Spielklasse. Während sich der Nachbar-Eishockeyclub aus Gstaad sich in den 1950er Jahren gut entwickelte und zwei Jahre in der Nationalliga B spielte, spielte der HC Château-d’Oex in der drittklassigen 1. Liga und scheiterte im Jahr 1956 in der Aufstiegsrunde am HC Sierre und Lausanne HC II. In den frühen 1960er Jahren stieg der Verein in die 2. Liga ab und schaffte 1966 und 1975 den Wiederaufstieg in die 1. Liga. Um in der 1. Liga konkurrenzfähig zu sein, fusionierte der Verein mit dem HC Gstaad und trug fortan den Namen HC Château-d’Oex-Gstaad.
Im Jahre 1967 gründete der Verein eine Abteilung für Fussball, die sich später vom Verein loslöste.
1988 wurde mit Rudolf Raemy ein erfahrener Trainer verpflichtet, der das Training und Umfeld der ersten Mannschaft neu organisierte und modernisierte. Dadurch erreichte die Mannschaft  den ersten Platz ihrer Gruppe der 2. Liga und stieg in die 1. Liga auf. Aufgrund der finanziellen Situation des Vereins konnte dieses Spielniveau nicht gehalten werden, so dass der Verein 1991 erneut in die 2. Liga abstieg. 1993 wurde eine zweite Mannschaft innerhalb des Vereins gegründet, die sich hauptsächlich aus Spielern aus Gstaad zusammensetzte und an der 4. Liga teilnahm. Mit dem Bau der Kunsteisbahn im Parc des Sports 1997 wurde die Zusammenarbeit mit Gstaad aufgehoben.

## Spielstätte
Die Heimspiele des Vereins werden auf der Kunsteisbahn des Parc des Sports ausgetragen.

## Erfolge
- Internationaler Schweizer Meister 1922, 1924
- Meister der Serie A 1946